# OINK
OINK（オインク）とは、英語: Only in Korea の略語で、大韓民国（以下、韓国と表記）でしか起こりえない出来事を指す。英語圏におけるブタの鳴き声の擬音語である「oink」が語源である。

## 概要
表記の仕方は様々で、OinK、oink など、アルファベットの大文字・小文字の差はあまりない。
2006年のローンスター問題に端を発し、戦時作戦統制権（Wartime operational control）や米韓自由貿易協定 (FTA) 問題といった、韓国がらみの諸問題を揶揄する意図で、欧米の国際金融関係者による造語。
その後、経済分野に留まらず、広く韓国社会を象徴する語として用いられるようになった。

## 事例
- 2006年に起きたローンスター問題では、ローンスターが破綻寸前となっていた韓国外換銀行（KEB）を買収し、経営建て直しにより黒字化を達成していたにもかかわらず、KEBを売却しようとしたところ、ローンスターに対しKEBを不当な低価格で買収した容疑、脱税、外貨密輸入の容疑で検察による家宅捜査が行われた[7]。破綻企業を低価格で買収し、経営を立て直して価値を高めて売却することは投資ファンドの主業務であり、韓国以外の国では何ら違法なものではないため、この事件により「韓国でしか起こりえないような予想外の出来事」を指す「OINK」という用語が誕生したとされる[8][9]。
- 2013年8月に、現代自動車では労使賃金交渉が決裂し時限ストライキが実施された。企業の業績低迷にもかかわらず、昨年の最終利益の30%の成果給、通常賃金の800%の賞与という大きな要求額の上に、企業の疲弊、競争率低下を招く長時間ストライキとなり、産経新聞はこのストライキに関して「OINK」に言及した[10][11]。
- 2011年に釜山広域市に完成した釜山国際映画祭専用の映画館「映画の殿堂」。こけら落としを兼ねた第16回釜山国際映画祭は雨天での開催となったが、屋内に雨漏りが起きた。映画の殿堂を施工した韓進重工業（現・HJ重工業）は雨漏りに対し「構造的欠陥ではないため、映画祭終了後に補修工事を行えば問題ない」とコメントした[12]。